# Tricholathys cascadea
Tricholathys cascadea är en spindelart som beskrevs av Chamberlin och Willis J. Gertsch 1958. Tricholathys cascadea ingår i släktet Tricholathys och familjen kardarspindlar. Inga underarter finns listade i Catalogue of Life.